# Anxious Body
Pour plus de détails, voir Fiche technique et Distribution.
Anxious Body est un film d'animation de court métrage franco-japonais réalisé par Yoriko Mizushiri et sorti en 2021.

## Fiche technique
- Titre anglais : Anxious Body
- Réalisation : Yoriko Mizushiri
- Scénario :
- Animation : Yoriko Mizushiri
- Musique : Yuka C. Honda
- Son :
- Montage : Yoriko Mizushiri
- Production : Nobuaki Doi, Emmanuel-Alain Raynal et Pierre Baussaron
- Sociétés de production : Miyu Productions et New Deer
- Sociétés de distribution : Miyu Distribution
- Pays d'origine :  Japon et  France
- Langue originale : sans dialogue
- Format : couleur
- Genre : animation
- Durée : 5 minutes 47 secondes
- Dates de sortie :
  - France : 15 juillet 2021 (Cannes)

## Distinctions
- 2022 : Mention du jury pour un court métrage au festival international du film d'animation d'Annecy